# Condado de Wolfe
O Condado de Wolfe é um dos 120 condados do estado americano de Kentucky. A sede do condado é Campton, e sua maior cidade é Campton. O condado possui uma área de 577 km² (dos quais 0 km² estão cobertos por água), uma população de 7 065 habitantes, e uma densidade populacional de 12 hab/km² (segundo o censo nacional de 2000). O condado foi fundado em 1860.